# Guerres civiles en France
Pour plus de détails, voir Fiche technique et Distribution.
Guerres civiles en France est un film français réalisé par François Barat, Joël Farges et Vincent Nordon, sorti en 1978.

## Synopsis
Tour à tour, on suit l'histoire de la Conjuration des Égaux, du Premier Empire et de la Semaine sanglante...

## Fiche technique
- Titre : Guerres civiles en France
- Réalisation : 
  - Vincent Nordon : épisode Babeuf
  - François Barat : épisode Premier Empire
  - Joël Farges : épisode La Semaine sanglante
- Scénario : François Barat, Joël Farges et Vincent Nordon
- Photographie : Jean-Claude Hugon
- Décors : Louis Decques
- Costumes : Kitty Lussaud
- Son : Louis Hochet
- Montage : Olivier Grégoire et Solange Leprince
- Production : Cinéma 9 - P.I.P.A. (Paris inter productions audiovisuelles)
- Pays d'origine :  France
- Durée : 135 minutes
- Date de sortie : France - 15 mars 1978

## Distribution
- Sami Frey : Gracchus Babeuf
- Philippe Collin : Napoléon
- Colette Fellous : Pauline Bonaparte
- Pierre Vial: Thiers
- Anne Wiazemsky : Elisabeth Dimitrieff
- Brigitte Fossey : Andrée Léo
- Nada Strancar : Louise Michel

## Sélection
- Festival de Cannes 1977 (sélection Perspectives du cinéma français)[2]